# Bahrein op de Olympische Zomerspelen 2004
Bahrein nam deel aan de Olympische Zomerspelen 2004 in Athene, Griekenland. Net als tijdens alle eerdere deelnames werd geen medaille gewonnen.

## Resultaten en deelnemers

### Atletiek
| Olympiër          | Discipline   | Resultaat | Prestatie                                             |
| ----------------- | ------------ | --------- | ----------------------------------------------------- |
| Yusuf Saad Kamel  | 800m (m)     | 35e       | serie 9: 3e in 1.46,94                                |
| Rashid Ramzi      | 1500m (m)    | 22e       | serie 3: 4e in 3.37,93 halve finale 1: 11e in 3.44,60 |
| Mohammed Abdelhak | 5000m (m)    | 27e       | serie 1: 15e in 13.42,04                              |
| Mohammed Abdelhak | marathon (m) | DNF       | niet gefinisht                                        |
|                   |              |           |                                                       |
| Rakia Al Gassra   | 100m (v)     | 38e       | serie 2: 5e in 11,49 (NR)                             |
| Nadia Ejjafini    | marathon (v) | DNF       | niet gefinisht                                        |

### Schietsport
| Olympiër       | Discipline           | Resultaat | Prestatie                                            |
| -------------- | -------------------- | --------- | ---------------------------------------------------- |
| Khalid Mohamed | 10m luchtpistool (m) | 45e       | kwalificatie: 45e met 553 punten (94-93-93-91-90-92) |

### Zeilen
| Olympiër     | Discipline | Resultaat | Prestatie                                       |
| ------------ | ---------- | --------- | ----------------------------------------------- |
| Sami Kooheji | laser      | 42e       | 384 punten: (41-39-35-32-OCS-38-42-41-39-36-41) |

### Zwemmen
| Olympiër         | Discipline          | Resultaat | Prestatie            |
| ---------------- | ------------------- | --------- | -------------------- |
| Hesham Shehab    | 100m vrije slag (m) | 66e       | serie 1: 4e in 57,94 |
|                  |                     |           |                      |
| Sameera Al Bitar | 50m vrije slag (v)  | 63e       | serie 2: 1e in 31    |

Afghanistan · Albanië · Algerije · Amerikaanse Maagdeneilanden · Amerikaans-Samoa · Andorra · Angola · Antigua en Barbuda · Argentinië · Armenië · Aruba · Australië · Azerbeidzjan · Bahama's · Bahrein · Bangladesh · Barbados · België · Belize · Benin · Bermuda · Bhutan · Bolivia · Bosnië en Herzegovina · Botswana · Brazilië · Britse Maagdeneilanden · Brunei · Bulgarije · Burkina Faso · Burundi · Cambodja · Canada · Centraal-Afrikaanse Republiek · Chili · China · Chinees Taipei · Colombia · Comoren · Congo-Brazzaville · Congo-Kinshasa · Cookeilanden · Costa Rica · Cuba · Cyprus · Denemarken · Djibouti · Dominica · Dominicaanse Republiek · Duitsland · Ecuador · Egypte · El Salvador · Equatoriaal-Guinea · Eritrea · Estland · Ethiopië · Fiji · Filipijnen · Finland · Frankrijk · Gabon · Gambia · Georgië · Ghana · Grenada · Griekenland · Groot-Brittannië · Guam · Guatemala · Guinee · Guinee‑Bissau · Guyana · Haïti · Honduras · Hongarije · Hongkong · Ierland · IJsland · India · Indonesië · Irak · Iran · Israël · Italië · Ivoorkust · Jamaica · Japan · Jemen · Jordanië · Kaaimaneilanden · Kaapverdië · Kameroen · Kazachstan · Kenia · Kirgizië · Kiribati · Koeweit · Kroatië · Laos · Lesotho · Letland · Libanon · Liberia · Libië · Liechtenstein · Litouwen · Luxemburg · Macedonië · Madagaskar · Malawi · Malediven · Maleisië · Mali · Malta · Marokko · Mauritanië · Mauritius · Mexico · Micronesië · Moldavië · Monaco · Mongolië · Mozambique · Myanmar · Namibië · Nauru · Nederland · Nederlandse Antillen · Nepal · Nicaragua · Nieuw-Zeeland · Niger · Nigeria · Noord-Korea · Noorwegen · Oeganda · Oekraïne · Oezbekistan · Oman · Oostenrijk · Oost‑Timor · Pakistan · Palau · Palestina · Panama · Papoea-Nieuw-Guinea · Paraguay · Peru · Polen · Portugal · Puerto Rico · Qatar · Roemenië · Rusland · Rwanda · Saint Kitts en Nevis · Saint Lucia · Saint Vincent en Grenadines · Salomonseilanden · Samoa · San Marino · Sao Tomé en Principe · Saoedi-Arabië · Senegal · Servië en Montenegro · Seychellen · Sierra Leone · Singapore · Slovenië · Slowakije · Soedan · Somalië · Spanje · Sri Lanka · Suriname · Swaziland · Syrië · Tadzjikistan · Tanzania · Thailand · Togo · Tonga · Trinidad en Tobago · Tsjaad · Tsjechië · Tunesië · Turkije · Turkmenistan · Uruguay · Vanuatu · Venezuela · Verenigde Arabische Emiraten · Verenigde Staten · Vietnam · Wit-Rusland · Zambia · Zimbabwe · Zuid-Afrika · Zuid-Korea · Zweden · Zwitserland